# 大帽山

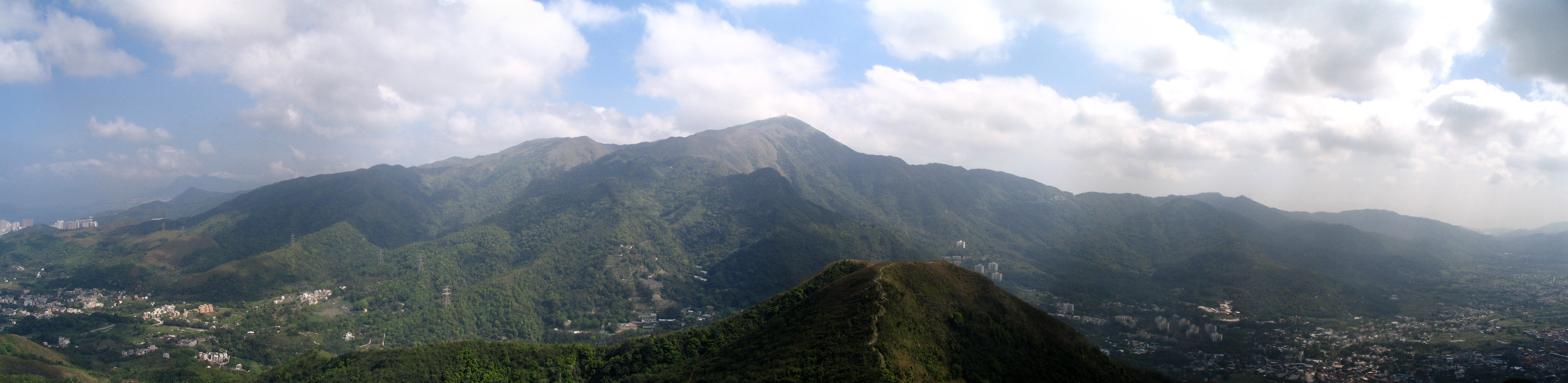

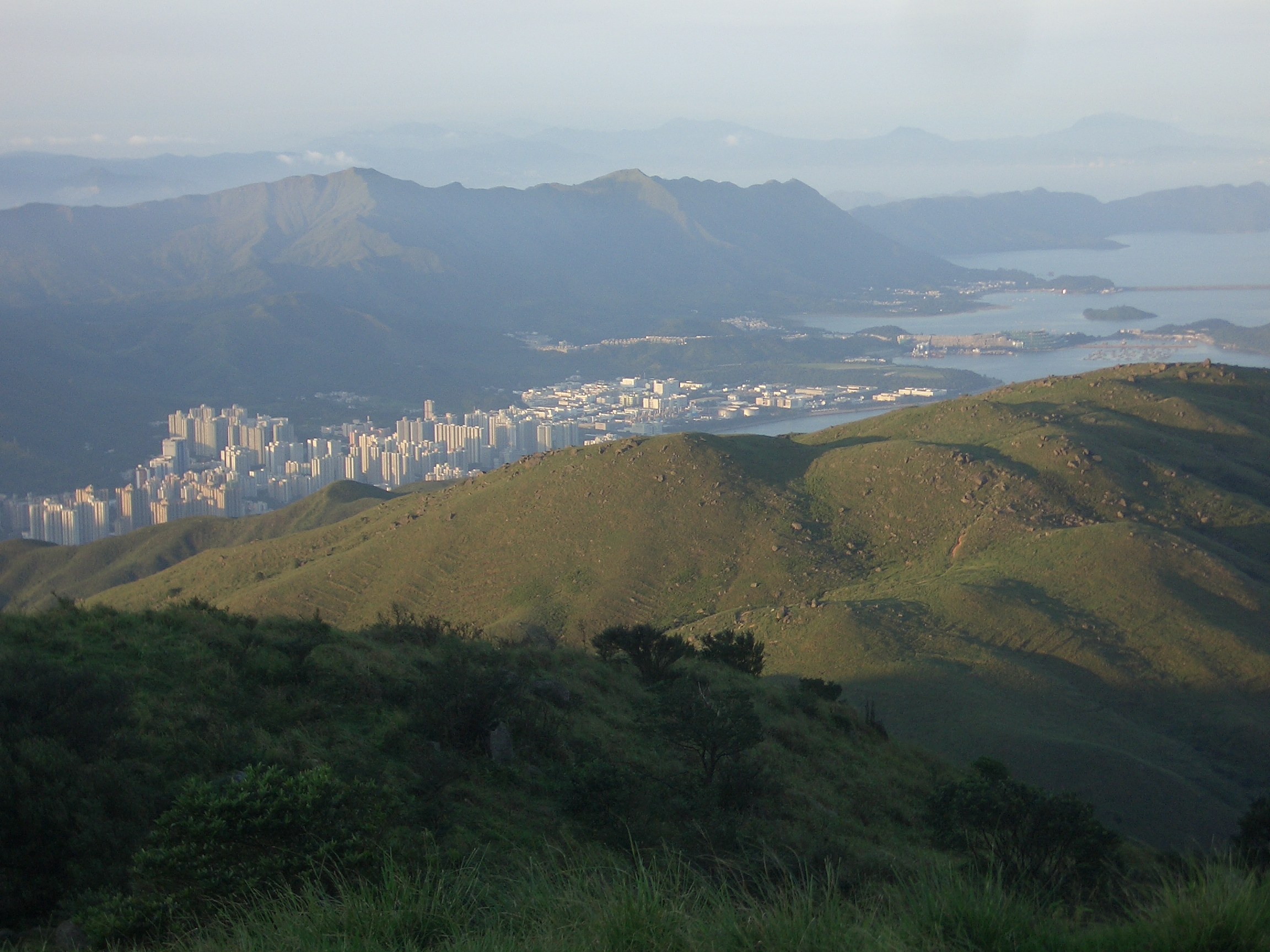
山頂から臨む大埔

大帽山（たいもうさん、Tai Mo Shan）は、香港最高峰の山である。標高は957メートルに達し、城門郊野公園（シンムンカントリーパーク）と大帽山郊野公園（タイモウサンカントリーパーク）に属する。新界の荃湾区と、大埔区の区界にある。
山頂は、電波塔や中国人民解放軍の通信傍受施設などがあり、山頂近くまで車で行くことができる。因みにその施設は立入禁止区域のため、観光客は山頂に近付くことができるが、実際の最高点に到達できない。ビジターセンターや、また登山口付近には売店と駐車場がある。
尾根は、大帽山道(西側)と大帽山林道(東側)という行き止まりの峠が、山を東西に通る主要な登山道で、西側のメイン登山口から東側に隣接する四方山への鞍部まで完全に車道である。両山の尾根を合わせ、マクリホース・トレイルの第8路段でもある。

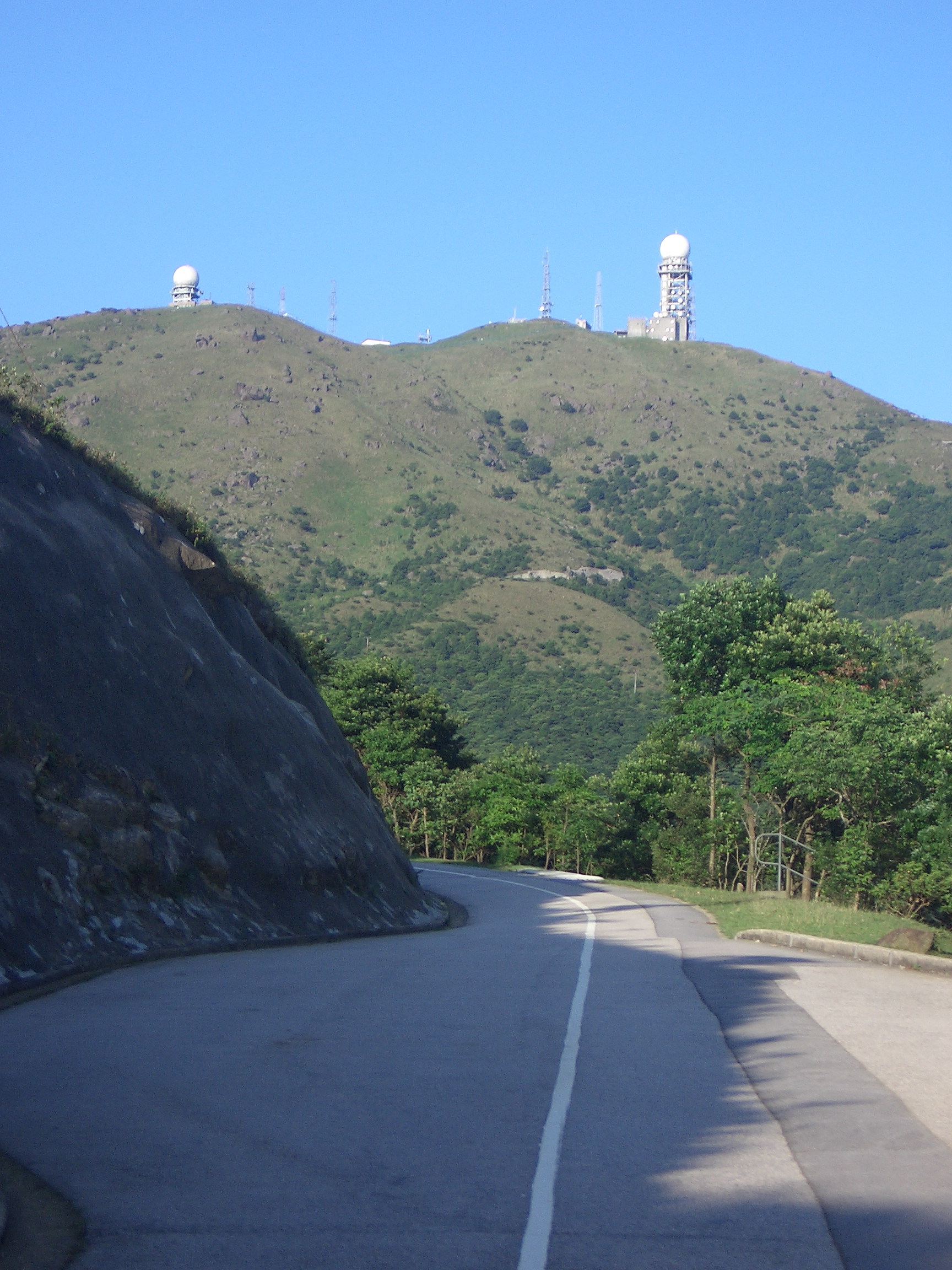
登山道(大帽山道)から臨む山頂

## 交通
MTR荃湾線荃湾駅、およびニーナタワー（如心廣場）バスターミナルからバスの便がある。バスは、51番の九龍バス「上村（Sheung Chuen）行き」に乗り、「大帽山郊野公園（タイモウサンカントリーパーク、Tai Mo Shan Country Park）」で下車すれば、目の前に大帽山へ行く登山口がある（登山道とはいっても、舗装された車も通れる幅の道である）。バスの運賃は、大人片道9.4香港ドルである。平日は終日60分間隔と土休日は15～60分間隔で、6時台から23時台まで運行している。

## ギャラリー

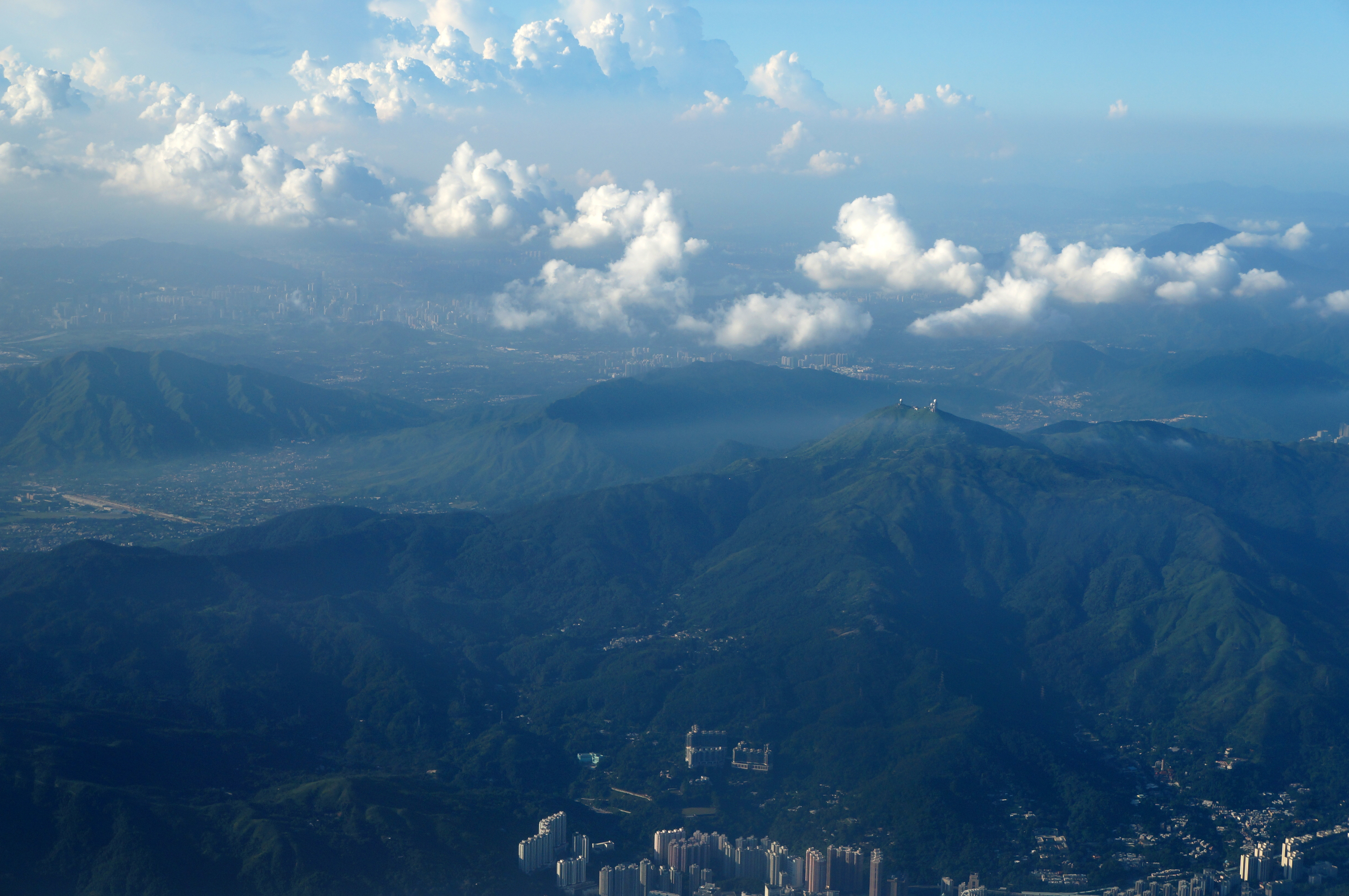
航空機から見た大帽山
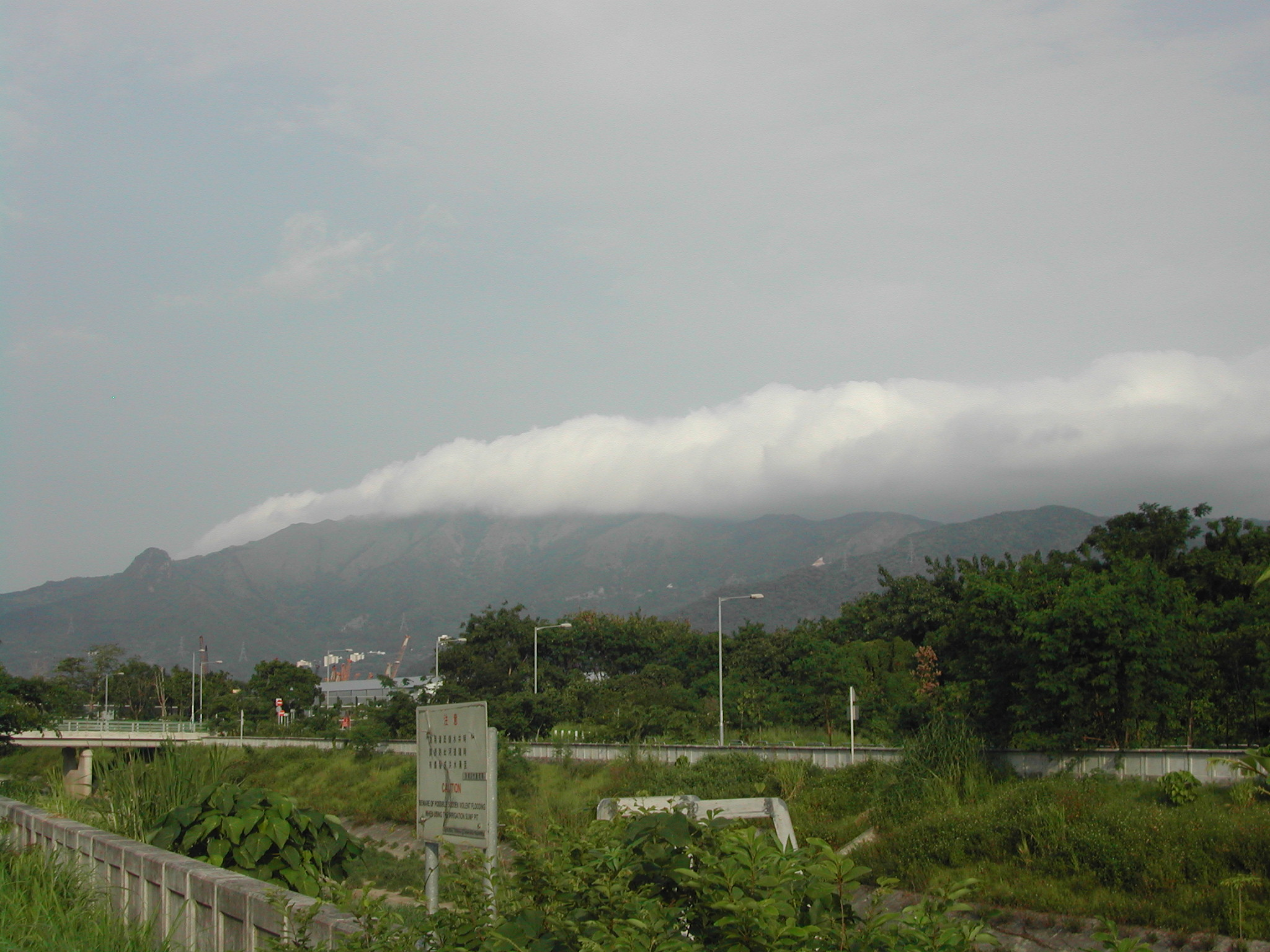
霧に覆われた大帽山
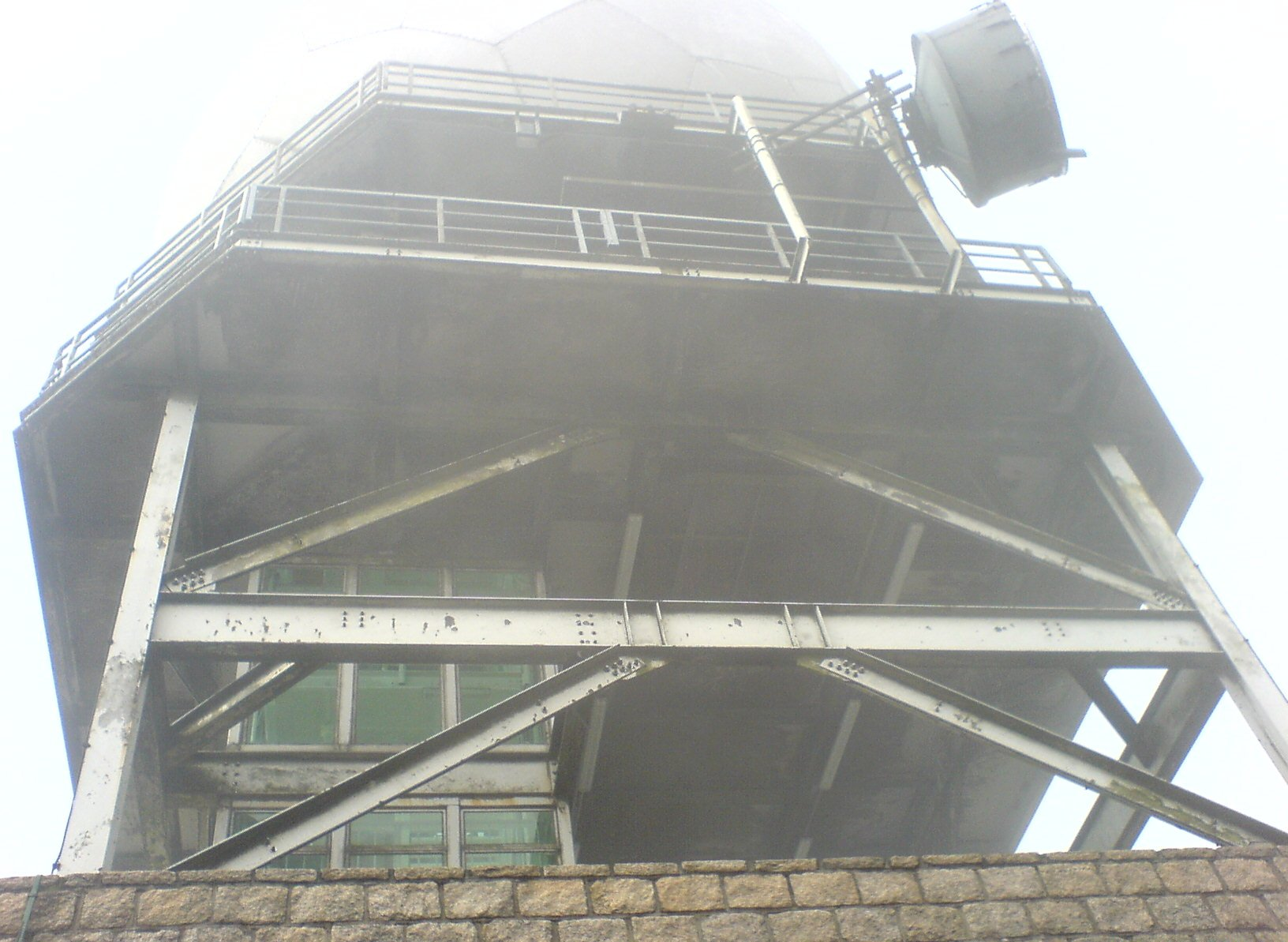
山頂付近に立つ香港天文台レーダー基地